# الدين في السودان
| الديانات في السودان          | الديانات في السودان          | الديانات في السودان | الديانات في السودان | الديانات في السودان |
| ---------------------------- | ---------------------------- | ------------------- | ------------------- | ------------------- |
| الديانة                      | الديانة                      |                     | النسبة المئوية      | النسبة المئوية      |
| الاسلام                      | الاسلام                      |                     | 97%                 | 97%                 |
| الديانات الأفريقية التقليدية | الديانات الأفريقية التقليدية |                     | 1.5%                | 1.5%                |
| المسيحية                     | المسيحية                     |                     | 1.5%                | 1.5%                |

تميز السودان بحكم موقعه الجغرافي «الأفريقي-العربي» بانه بلد متعدد الاعراق واللغات والنشاطات الاقتصادية، بالتالي فان ثقافته مركبة أي انها ثقافة هجينية ذات سمات وملامح أفريقية عربية اسلامية و أقلية مسيحية.

## الإسلام
الإسلام هو الدين الأكثر انتشارا في السودان، إذ تشير الإحصائيات إلى أن نسبة المسلمين في السودان تبلغ 95% تقريبا، منهم من هم من اصول عربية ومنهم من اصول غيرعربية، وينتشر المسلمون في شمال السودان بشكل كبير، مع وجود مجتمعات المسيحية كبيرة أيضا هناك، لا سيما في الأماكن التي يكثر فيها النازحون. وقد قُدّر عدد السودانيين الجنوبيين الذي نزحوا إلى الشمال هرباً من الحروب بأكثر من 4 ملايين منذ عام 1970 تقريبا.
يتمسك معظم سكان الجنوب بالديانة النصرانية أو الإحيائية، ولكن هناك عدد كبير منهم يعتنقون الإسلام.
معظم مسلمي السودان يتبعون المذهب السني، وهم في الغالب صوفيون، وهناك تنوع بالطرق الصوفية التي يتبعها المسلمون هناك، وأكبر طريقتين هما طريقة الأنصار والطريقة الخاتمية.
دخل الإسلام إلى السودان علنا في عهد عثمان بن عفان في عهد والي مصر عمرو بن العاص، حيث أبرمت اتفاقية البقط - سميت بذلك لأن أول شروطها كان التزام النوبيين بتسليم 360 عبدا من ذكر وأنثى سنويا للمسلمين، هذا إضافة إلى 40 عبد يتم تقسيمهم على وجهاء مصر من الأمويين بعد هزيمة جيش النوبة على يد حملة عبد الله بن أبي السرح والي الصعيد مع النوبة في سنة 31 هجرية التي كان القصد منها تأمين التجارة بين مصر والسودان.
لذا يذهب بعض العلماء المسلمون إلى أن إتفاقية البقط أدت إلى تأخير انتشار الإسلام في بلاد السودان لسبعة قرون، خاصة أن هناك رأي آخر بين المؤرخين الإسلاميين يقول بأن الإسلام دخل إلى بلاد السودان قبل استحواذ الأمويين على مقاليد الحكم، حيث أن الاتفاقية تضمنت الاعتناء بمسجد دنقلا الذي كان مشيدا من قبل، كما أن من المشهود أن جماعات عربية كثيرة هاجرت إلى السودان بعد هجرة المسلمين الأولى إلى أرض الحبشة بقيادة جعفر بن ابي طالب الطيار، ومن بعده إسلام ملك الحبشة النجاشي، واستقرت في مناطق البداوة في أواسط السودان ونشرت معها الثقافة العربية الإسلامية. وإزدادت الهجرات العربية إبّان الفتوحات الإسلامية، كما تدل الآثار ومن بينها شواهد قبور تعود إلى أحقاب قديمة عُثر عليها في منطقة إريتريا الحالية وشرق السودان، بالإضافة إلى كتب قدماء المؤرخين العرب أمثال ابن خلدون واليعقوبي وغيرهم. وجاء إلى السودان العلماء المسلمين في مرحلة أزدهار الفكر الصوفي فدخلت البلاد طرق صوفية سنية تجاوز نفوذها السودان ليمتد إلى ما جاوره من أقطار

### الحركات والجماعات الدينية
تقول كتب التاريخ. أنه بعد أن فتح المسلمون مصر في عام 20 هجرية، بعث عمرو بن العاص القائد عقبة بن نافع إلى بلاد النوبة. ولكن المسلمين لقوا من أهلها قتالاً شديداً. ولما تولى عبد الله بن سعد أمور مصر صالحهم على غير جزية، وكانت غزواته قد وصلت إلى دنقلة عام 31 هجرية.
وبنهاية الدولة الأموية كان بأرض النوبة مملكتان مسيحيتان: مملكة «المقرة» في الشمال ومملكة «علوة» في الجنوب.وقد قامت بعض العناصر البشرية التي تعيش بين النيل والبحر الأحمر ـ في المنطقة جنوب النوبة ـ ببعض الغزوات على صعيد مصر، مما جعل الخليفة العباسي المتوكل يقوم بإرسال حملة لتأديبهم، فانتصر عليهم في حرب البجة عام 241 هجرية، وفرض على ملكهم دفع الجزية.
ومنذ هذا التاريخ تكاثر عدد العرب المسلمين في هذه المنطقة.
ولما جاء عصر المماليك قاموا بحماية الساحل الإفريقي للبحر الأحمر ضد الصليبيين، كما أرسل الظاهر بيبرس حملة استولت على «سواكن» فلم يعجب ذلك ملك «مقرة» المسيحي فهاجم حدود مصر الجنوبية. مما اضطر الظاهر بيبرس الاستيلاء على مملكتهم وضمّها إلى السلطنة المملوكية. فأعلن ملك النوبة إسلامه في عام 823 هجرية. وتساقطت المملكات المسيحية وانتشر الإسلام في النوبة.
واصل الإسلام مسيرته إلى كردفان وقامت ممالك إسلامية في السودان، ونشطت الدعوة الإسلامية، وتسابق العلماء إلى السودان لنشر هدايات الدين الإسلامي الحنيف وصارت السودان دولة عربية إسلامية.

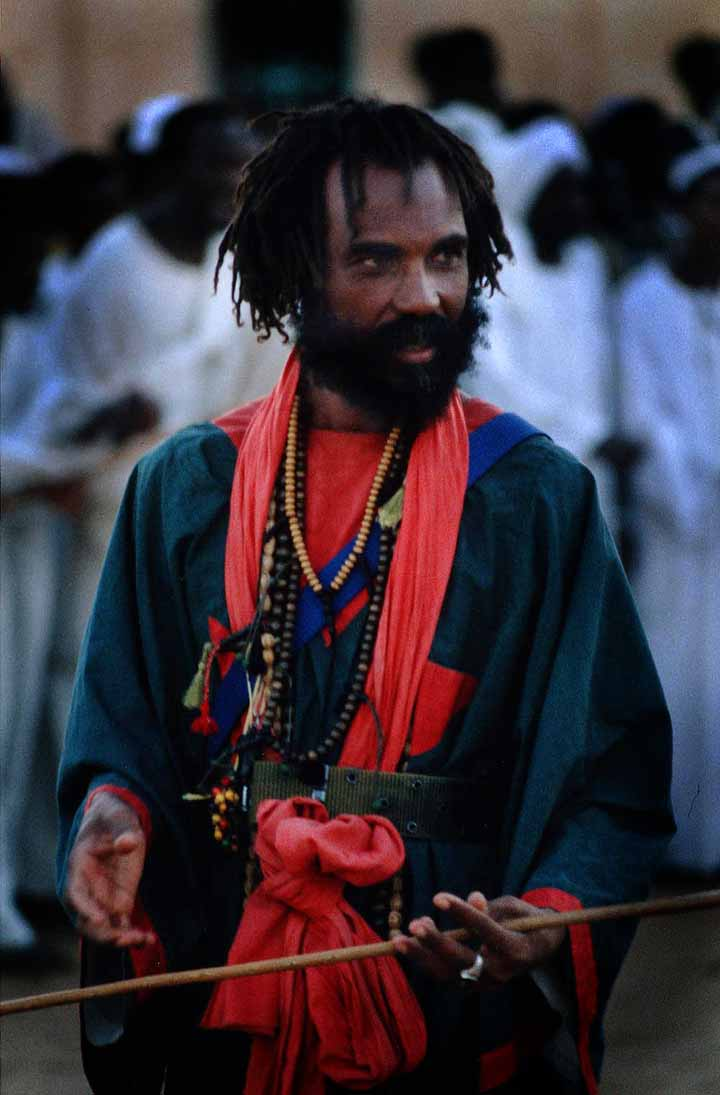
رجل درويش
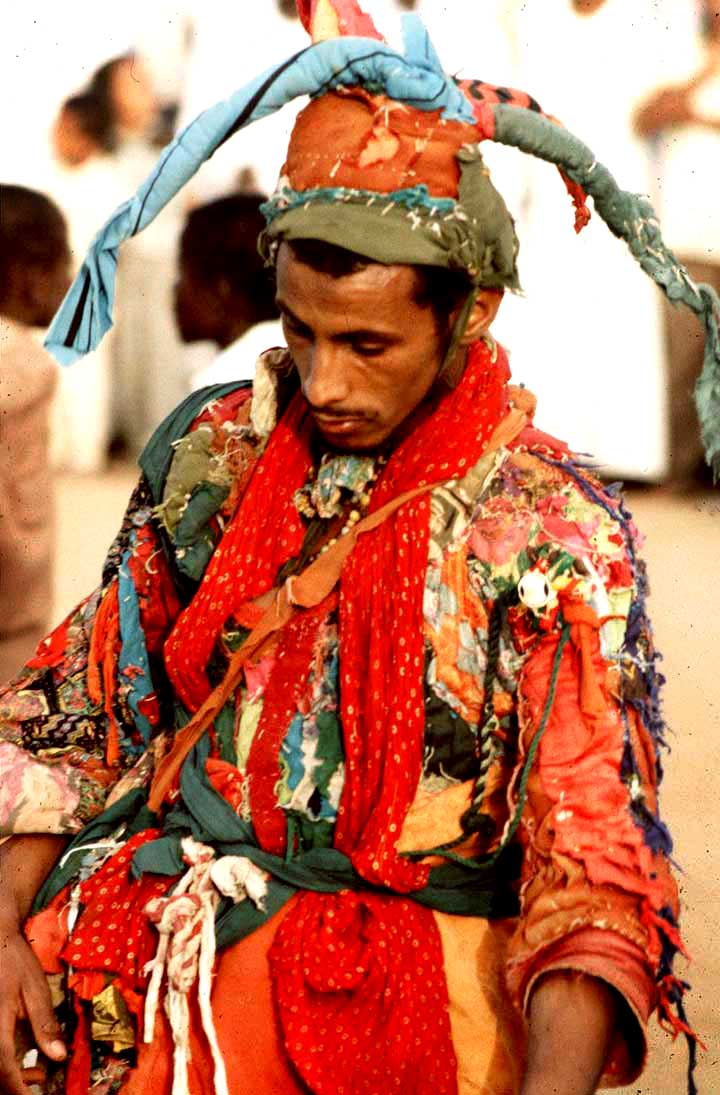
رجل درويش يرقص
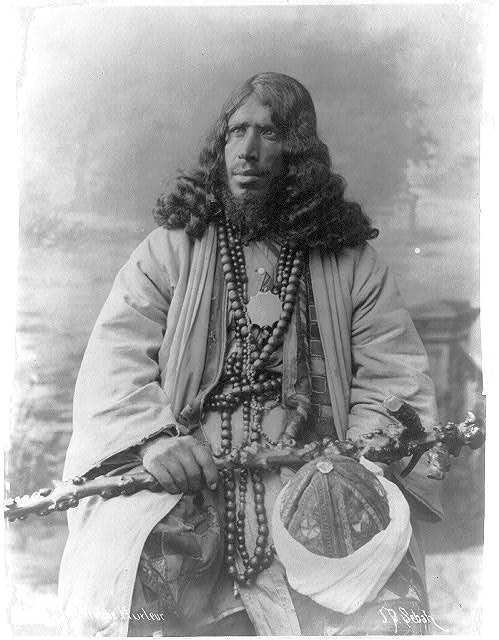
رجل درويش من 1920
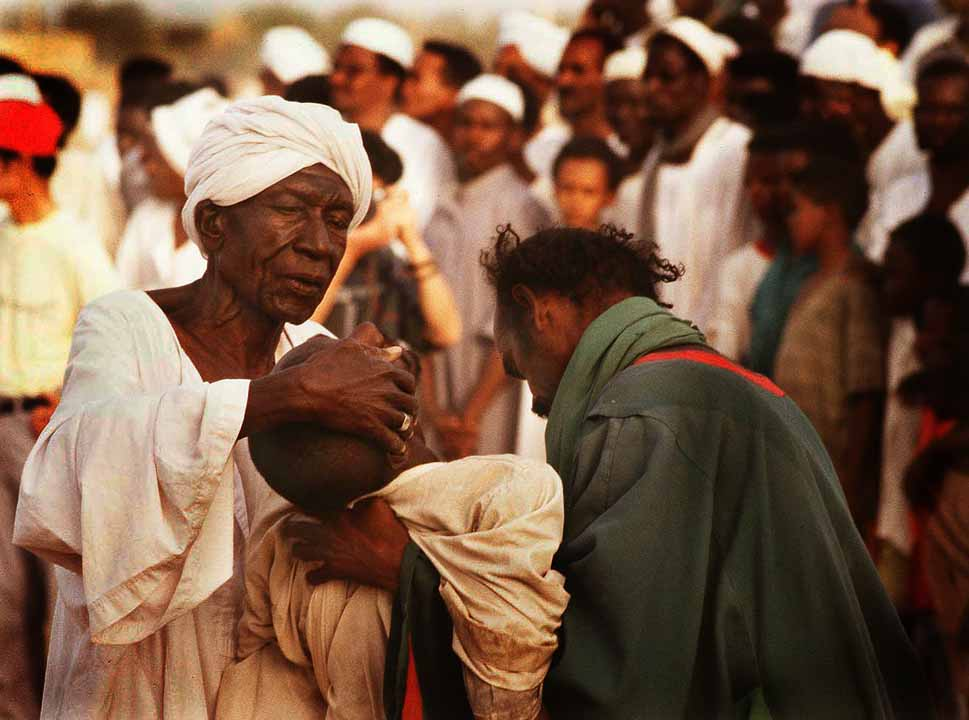
أداء طقوس الصوفية في الخرطوم

## اليهوديــة
ما بين نهاية القرن التاسع عشر وبداية القرن العشرين أخذت أفواج اليهود تتدفق نحو السودان تجارًا ومغامرين وموظفين في السلطة الاستعمارية ومؤسساتها، ثم مارس التجار منهم نشاطًا تجاريا محمومًا في أسواق جديدة واعدة فكونوا الشركات وراكموا الثروات وشيدوا المنازل الواسعة الفخمة، وانتقل بعضهم إلي المدن الإقليمية، وأقاموا علاقات واسعة مع السودانيين، وتشربوا الحياة الثقافية السودانية وتأثروا بالقيم الاجتماعية والأخلاقية، إلا أنهم ظلوا يهودًا ملتزمين بديانتهم، فأقاموا معبدًا وناديا اجتماعيا وأخذوا يتصاهرون في إطار جاليتهم، وتكاثروا حتي بات لديهم مقبرتان في الخرطوم وأم درمان. واستمر حالهم علي هذا المنوال حتي تفجر الصراع العربي الإسرائيلي وأعلن الكيان الصهيوني دولته عام 1948، فحدث تحول واضح في شعور العرب والمسلمين تجاه اليهود المقيمين ببلدانهم وإن لم يرق إلي مستوي المضايقات السافرة حتي وقع العدوان الثلاثي علي مصر عام 1956، وأخذت الجاليات اليهودية في الدول العربية بما في ذلك السودان ترتب أوضاعها وفق رؤي جديدة فأخذوا يتسللون إلي إسرائيل والدول الأوروبية والولايات المتحدة. وفي السودان ربما يكونون تباطأوا قليلاً إلا أنهم أخذوا يغادرون عائلات وفرادي عبر مصر وإريتريا حتي منتصف الستينيات من القرن الماضي. (أطفال يعقوب في بقعة المهدي مكي أبو قرجة أبو ظبي: 2004، 152 صفحة) المسيحيـــة

## المسيحية
أول ديانة سماويه دخلت شمال واواسط السودان.و يرجع دخول المسيحية للسودان الي حوالي منتصف القرن السادس الميلادي عندما قامت ممالك في شمال واواسط السودان اتخذت من المسيحية ديانة رسمية لها. تشير كتب التاريخ الي قيام ثلاث ممالك مسيحيه في السودان:
1. مملكة نوباتيا (543م) وعاصمتها فرس.
2. مملكة المقرة (569م) عاصمتها دنقلا العجوز.
3. مملكة علوة (580م) وعاصمتها سوبا، وقد كانت الكنيسة الأرثوذكسية بالسودان تابعه للبطريركيه الارثوذكسيه في الاسكندرية بمصر، وكانت تستخدم اللغة القبطيه واليونانيه، فضلا عن اللغة المرويه.

و حولت الهياكل الوثنية السائده وقتئذ الي كنائس، ثم شيدت الاديره للرهبان.
في العام 1323م اندمجت مملكتا المقرة ونوباتيا في مملكة واحده وفيما بين عامي 641 – 645م فتح المسلمون بلاد النوبة بقيادة عبد الله بن ابي السرح وانتهي الأمر بعقد الصلح بين الطرفين فيما عرف باتفاقية البقط.
في عهد الملك مرقوبوس ملك النوبة الأرثوذكسي، دخل المسلمون بلاد النوبة وصاهروا ملوكهم فكانت تلك بدايات التماذج بين النوبة والعرب.

## الكنائس في السودان
1. الكنيسة القبطيه الارثوذكسيه: تحتوي الكنيسة القبطية الارثوذكسيه بالسودان علي مطرانيتين الأولي بالخرطوم (الخرطوم وجنوب السودان واوغندا) والثانية توجد بأم درمان. وشمال السودان.
2. الكنيسة الكاثوليكية: يبلغ عدد الكنائس الكاثوليكية في مختلف ولايات السودان 372 كنيسة ثابتة بالاضافه إلي 272 كنيسة عشوائية
3. الكنيسة المشيخيه الانجيليه: تمتلك الكنيسة الانجيليه عدد 39 كنيسة ثابتة، 266 كنيسة عشوائية.
4. الكنيسة الاسقفيه: تمتلك الكنيسة الاسقفيه عدد 4 كنائس ثابتة بولاية الخرطوم، 100 كنيسة عشوائية.
5. الكنيسة اليونانية الارثوذكسيه: تعتبر من الكنائس القديمة، ومقرها بالخرطوم، شارع الجمهورية ولها كنائس فرعيه.
6. الكنيسة الاثيوبيه الارثوذكسيه بالسودان: وضع حجر أساسها الإمبراطور السابق هيلا سلاسلي وكان ذلك في عام 1960م.
7. الكنيسة ألاريتريه الارثوذكسيه: تأسست عام 1983م في منزل تم استئجاره بحي الطائف بالخرطوم.
8. كنيسة سيده البشارة للروم الملكيين الكاثوليك: تأسست في امدرمان حوالي 1800م ثم أسس فروعها بالخرطوم عام 1910م إبان الحكم الثنائي.
9. كنسية الأرمن الارثوذكسيه بالخرطوم (2): كليه النيل اللاهوتية:- تأسست في عام 1988م في الخرطوم بحري وذلك بغرض تخريج القساوسة والمعلمين لتدريس ألتربيه المسيحية، وترعاها الكنيسة المسيحية الانجليزيه بالسودان.

وغير هذه الديانات السماوية يوجد أيضا ديانات أخرى في السودان فقبيلة الدينكا كمثال لها دينها الخاص وهي تؤمن بإله يسمونه (نيالج) أي الإله الأوحد ونجد في السودان الكثير من العتقدات الدينية عند بعض القبائل حتى أنه يوجد  قبائل لا دينية في السودان.
عندما جاءت المسيحية فقد صبغت الكثير من تلك الآثار بصبغتها الدينية خاصة في مجال العمارة الدينية المتمثلة في الكنائس وملحقاتها.لقد بات من المتفق عليه ان أهم سمة اتسم بها دخول الإسلام وانتشاره في السودان انه تم بصورة سلمية، وتصالح مع المعتقدات والعادات والتقاليد المحلية واستوعبت كثير منها واحتواها بفكرته، وظلت تمارس وكأنها جزء منه أو تحت رايته الامر الذي دفع ببعض المؤرخين إلى تقسيم الإسلام في السودان إلى اصولي وهو المنصوص عليه في القرآن الكريم والسنة المحمدية وآخر شعبي أي تاريخي وهو الممارس من ناحية اجتماعية وثقافية.

## أنظر ايضا
- دخول الإسلام السودان
- الإسلام في السودان
- المسيحية في السودان
- تاريخ اليهود في السودان